# Hegang
Hegang (chiń. 鹤岗; pinyin Hègǎng) – miasto o statusie prefektury miejskiej w północno-wschodnich Chinach, w prowincji Heilongjiang, u podnóża Małego Chinganu. W 2010 roku liczba mieszkańców miasta wynosiła 778 737. Prefektura miejska w 1999 roku liczyła 1 106 783 mieszkańców. Ośrodek wydobycia węgla kamiennego oraz przemysłu maszynowego, koksochemicznego, materiałów budowlanych i drzewnego.

## Podział administracyjny
Prefektura miejska Hegang podzielona jest na:
- 6 dzielnic: Xingshan, Xiangyang, Gongnong, Nanshan, Xing’an, Dongshan,
- 2 powiaty: Luobei, Suibin.